# Observatoire de La Plata
 (février 2021).
Si vous disposez d'ouvrages ou d'articles de référence ou si vous connaissez des sites web de qualité traitant du thème abordé ici, merci de compléter l'article en donnant les références utiles à sa vérifiabilité et en les liant à la section « Notes et références ».
L'observatoire astronomique de La Plata (en espagnol, Observatorio Astronómico de La Plata) est un observatoire situé dans la ville de La Plata, capitale de la province de Buenos Aires en Argentine. Son code IAU est 839.
La Plata est une ville créée de toutes pièces, prévue comme capitale de la province après que la ville de Buenos Aires fut devenue la capitale fédérale de l'Argentine. L'observatoire est le résultat de la création en 1872 du bureau météorologique national, décidée par le président Domingo Sarmiento sur une initiative de l'astronome américain Benjamin Apthorp Gould (qui vécut en Argentine entre 1870 et 1885). La construction de l'observatoire fut financée par un décret passé par le fondateur de La Plata, le gouverneur de la province de Buenos Aires Dardo Rocha, le 7 mai 1881. Dans ce décret, il était demandé au ministère des travaux publics de concevoir des plans et d'établir un budget pour plusieurs bâtiments publics, dont l'observatoire.
Conçu par l'architecte général de La Plata, Pedro Benoit, les travaux de l'observatoire commencèrent en novembre 1883. Un an plus tôt, l'observatoire de Paris avait envoyé des instruments astronomiques vers la ville de Bragado, Buenos Aires, pour observer un transit de Vénus devant le Soleil, la position de cette ville étant particulièrement favorable, et l'événement soulevait un intérêt considérable dans les milieux scientifiques.
Le premier directeur de la nouvelle institution fut Francisco Beuf (lieutenant de l'armée française et directeur de l'observatoire naval de Toulon).
L'observatoire de La Plata est crédité par le Centre des planètes mineures de la découverte de 5 astéroïdes entre 1950 et 1962 sous le nom La Plata.

## Sources
1. ↑  (en) « Liste alphabétique des découvreurs d'astéroïdes », IAU Minor Planet Center (consulté le 4 octobre 2022)

- Facultad de Ciencias Astronómicas y Geofísicas, Universidad de la Plata (en espagnol)
- (fr) L'Observatoire de La Plata